# Sant Sauvador de Montagut
Sant Sauvador de Montagut (en francès Saint-Sauveur-de-Montagut) és un municipi francès situat al departament de l'Ardecha i a la regió d'Alvèrnia-Roine-Alps. L'any 2007 tenia 1.154 habitants.

## Demografia

### Població
El 2007 la població de fet de Saint-Sauveur-de-Montagut era de 1.154 persones. Hi havia 477 famílies de les quals 159 eren unipersonals (60 homes vivint sols i 99 dones vivint soles), 171 parelles sense fills, 111 parelles amb fills i 36 famílies monoparentals amb fills.
La població ha evolucionat segons el següent gràfic:
Habitants censats

### Habitatges
El 2007 hi havia 668 habitatges, 495 eren l'habitatge principal de la família, 108 eren segones residències i 66 estaven desocupats. 439 eren cases i 226 eren apartaments. Dels 495 habitatges principals, 290 estaven ocupats pels seus propietaris, 192 estaven llogats i ocupats pels llogaters i 13 estaven cedits a títol gratuït; 7 tenien una cambra, 41 en tenien dues, 115 en tenien tres, 159 en tenien quatre i 173 en tenien cinc o més. 273 habitatges disposaven pel capbaix d'una plaça de pàrquing. A 237 habitatges hi havia un automòbil i a 163 n'hi havia dos o més.

### Piràmide de població
La piràmide de població per edats i sexe el 2009 era:
| Homes | Edats   | Dones |
| ----- | ------- | ----- |
| 4     | 95 o +  | 8     |
| 8     | 90 a 94 | 24    |
| 8     | 85 a 89 | 12    |
| 12    | 80 a 84 | 32    |
| 24    | 75 a 79 | 32    |
| 40    | 70 a 74 | 48    |
| 48    | 65 a 69 | 52    |
| 60    | 60 a 64 | 24    |
| 24    | 55 a 59 | 40    |
| 44    | 50 a 54 | 44    |
| 52    | 45 a 49 | 56    |
| 44    | 40 a 44 | 52    |
| 32    | 35 a 39 | 40    |
| 20    | 30 a 34 | 24    |
| 28    | 25 a 29 | 24    |
| 24    | 20 a 24 | 32    |
| 32    | 15 a 19 | 48    |
| 40    | 10 a 14 | 40    |
| 36    | 5 a 9   | 4     |
| 20    | 0 a 4   | 8     |

## Economia
El 2007 la població en edat de treballar era de 621 persones, 425 eren actives i 196 eren inactives. De les 425 persones actives 375 estaven ocupades (204 homes i 171 dones) i 51 estaven aturades (26 homes i 25 dones). De les 196 persones inactives 71 estaven jubilades, 52 estaven estudiant i 73 estaven classificades com a «altres inactius».

### Ingressos
El 2009 a Saint-Sauveur-de-Montagut hi havia 516 unitats fiscals que integraven 1.100 persones, la mediana anual d'ingressos fiscals per persona era de 15.345 €.

### Activitats econòmiques
Dels 79 establiments que hi havia el 2007, 3 eren d'empreses extractives, 3 d'empreses alimentàries, 5 d'empreses de fabricació d'altres productes industrials, 12 d'empreses de construcció, 20 d'empreses de comerç i reparació d'automòbils, 5 d'empreses de transport, 7 d'empreses d'hostatgeria i restauració, 3 d'empreses financeres, 2 d'empreses immobiliàries, 6 d'empreses de serveis, 11 d'entitats de l'administració pública i 2 d'empreses classificades com a «altres activitats de serveis».
Dels 25 establiments de servei als particulars que hi havia el 2009, 1 era una oficina de correu, 1 una oficina bancària, 2 tallers de reparació d'automòbils i de material agrícola, 4 paletes, 1 guixaire pintor, 2 fusteries, 1 lampisteria, 3 electricistes, 1 perruqueria, 1 veterinari, 6 restaurants, 1 agència immobiliària i 1 saló de bellesa.
Dels 12 establiments comercials que hi havia el 2009, 1 era una botiga de més de 120 m², 1 una botiga de menys de 120 m², 2 fleques, 2 carnisseries, 3 llibreries, 1 una botiga d'electrodomèstics i 2 floristeries.
L'any 2000 a Saint-Sauveur-de-Montagut hi havia 18 explotacions agrícoles que ocupaven un total de 343 hectàrees.

## Equipaments sanitaris i escolars
El 2009 hi havia 1 farmàcia i 1 ambulància.
El 2009 hi havia 1 escola maternal i 1 escola elemental. Saint-Sauveur-de-Montagut disposava d'un col·legi d'educació secundària amb 198 alumnes.

## Poblacions més properes
El següent diagrama mostra les poblacions més properes.